# Сашко Кедев
Сашко Кедев (на македонска литературна норма: Сашко Кедев) е лекар, политик и спортист от Северна Македония. Той е деец на ВМРО-ДПМНЕ и кандидат за президент на страната, както и алпинист, изкачил Еверест.

## Биография
Кедев е роден в 1962 година в Щип, тогава във Федерална Югославия. Завършва средно образование в родния си град. Учи медицина в Скопие. Доктор е на медицинските науки. От 1991 до 1993 година е на специализация в клиника в Бетезда, САЩ.
Преподава като доцент в Медицинския факултет на Скопския университет. Прави кариера на кардиохирург. Директор е на клиниката за кардиология от 1999 до 2003 година.
През 2004 година е кандидат за президент от ВМРО-ДПМНЕ, като губи на 2-рия тур на изборите срещу Бранко Цървенковски.
На 19 май 2009 година Сашко Кедев изкачва Еверест и така става 3-тия македонец, изкачил най-високия връх на планетата.
Кедев е женен и има 2 дъщери.